# Tunnel Serra Rotonda
Le tunnel Serra Rotonda (italien : Galleria Serra Rotonda) est un tunnel bitube monodirectionnel à double voie de 3 800 m emprunté par l'autoroute A2, à hauteur de la commune de Lauria, dans la région de Basilicate, en Italie.

## Caractéristiques
Depuis 2001, l'A3 (maintenant A2) fait l’objet d’une réorganisation complète selon un plan qui prévoit tant l’intégration et l’élargissement de l’ancien tracé, que la création d’un nouveau en parallèle. C'est dans ce contexte que le tunnel Serra Rotonda fera l'objet d'un projet.
Construit entre mars 2012 et octobre 2014 pour un coût de 6 300 000 d'euros par la société Grandi Lavori Fincosit SPA, le tunnel a nécessité l’utilisation de brise-roches et d'explosifs, à cause des caractéristiques et de l’hétérogénéité du profil géologique et dû au débouchement du tunnel sur le viaduc Caffaro en cours de construction. Ces paramètres exclurent le recours au tunnelier. Le creusement a commencé du reste à hauteur de l’entrée sud (côté Reggio de Calabre). Il fut réalisé au brise-roches, dans le tube nord, sur une longueur de 2,424 m, tandis que dans le tube sud, il s’effectuait une longueur de 2,357 m.
La galerie à deux voies Serra Rotonda fait partie du macrolot 3, lot n°1, du nouveau tracé de l'A2. Longue de 3 725,50 m, la voie nord comporte une tranchée couverte de 135,86 m à l’entrée nord, et une tranchée couverte de 7,10 m à l’entrée sud. D'une longueur totale de 3,740 m, la voie sud comporte une section de 128,65 m, en tranchée couverte, à l’entrée nord et une de 7,10 m, à l’entrée sud. Avec un rayon de 6,6 m en voûte, l'ouvrage abrite une chaussée d'une largeur totale égale à 11,2 m, comprenant une voie de marche (3,75 m), une voie de dépassement (3,75 m), une voie de détresse (3,0 m) et un trottoir (0,7 m). Le tunnel de Serra Rotonda comprend 11 by-pass reliant les deux voies, 7 pour piétons et 4 carrables, aussi que 6 baies de secours.
En juillet 2015, l'ANAS annonce l'ouverture officiel du tunnel dans les deux sens de circulation. En effet, le tunnel était praticable sur une voie par sens de circulation « compte tenu des travaux de modernisation de la nouvelle autoroute ».
Il est le plus long tunnel de l'autoroute de la Méditerranée et l'un des plus grands tunnels routiers bitubes faits entièrement sur le territoire italien,.